# Makino (компания)
Makino Milling Machine Co., Ltd. (яп. 株式会社牧野フライス製作所 Kabushiki-gaisha Makino Furaisu Seisakusho) (株式会社牧野フライス製作Kabushiki-gaisha Makino Furaisu Seisakusho, более известный как Makino) — японский производитель станков.

## История
Makino была основана в 1937 году Цунезо Макино (Tsunezo Makino) в Японии. Компания первой в Японии создала фрезерный станок с ЧПУ (NC) в 1958 году и открыла первый в Японии фрезеровочный центр в 1966 году.
Североамериканский филиал Makino был сформирован в 1981 году посредством слияния РК LEBLOND Machine Tool Company из Цинциннати и Makino Milling Machine Company. Новая компания называлась «LeBlond Makino Machine Tool Company».
В 1996 году LeBlond Makino была переименована Makino, а в 1997 году была основана дочерняя компания LeBlond Lathe Ltd.

## Инновации
В 1984 году Makino представила первый коммерческий высокоскоростной шпиндель для фрезерования. В 1990 году Makino разработала Geometric Intelligence, первое программное обеспечение для сервоуправления, предназначенное для высокоскоростной обработки, и Flush Fine machine, метод резки закаленных материалов.
Компания разработала первую EDM в 1994 году, и в 1996 году технологию HQSF (высококачественная обработка поверхности) с запатентованной добавкой uSc, увеличив возможности для обработки детали без ручной полировки при использовании плунжерного EDM. В 2003 году Makino создала первый обычный горизонтальный проволочный электроэрозионный станок, который автоматически заправляет нити и обрабатывает проволоку диаметром 0,02 мм.
В 2006 году компания разработала высокоэнергетическую прикладную технологию (HEAT) для проводных электроэрозионных станков, увеличив скорость проводной электроэрозионной обработки, и выпустила машину EDAC1 micro EDM.
Makino также является единственным производителем горизонтального провода EDM, UPJ-2. В 2007 году компания Makino представила технологию электроэрозионной обработки проволоки SurfaceWIZARD, предназначенную для устранения линий следов в ступенчатых деталях. Макино создала технологию ADVANTiGE для обработки деталей из титана в 2010 году, которая стала победителем конкурса инноваций Aviation Week 2012 года.